# Boissy-le-Sec
Boissy-le-Sec és un municipi francès, situat al departament de l'Essonne i a la regió de Illa de França. L'any 2007 tenia 629 habitants.
Forma part del cantó d'Étampes, del districte d'Étampes i de la Comunitat d'aglomeració de l'Étampois Sud-Essonne.

## Demografia

### Població
El 2007 la població de fet de Boissy-le-Sec era de 629 persones. Hi havia 237 famílies, de les quals 62 eren unipersonals (29 homes vivint sols i 33 dones vivint soles), 61 parelles sense fills, 98 parelles amb fills i 16 famílies monoparentals amb fills.
La població ha evolucionat segons el següent gràfic:
Habitants censats

### Habitatges
El 2007 hi havia 274 habitatges, 240 eren l'habitatge principal de la família, 19 eren segones residències i 16 estaven desocupats. 258 eren cases i 15 eren apartaments. Dels 240 habitatges principals, 194 estaven ocupats pels seus propietaris, 34 estaven llogats i ocupats pels llogaters i 12 estaven cedits a títol gratuït; 2 tenien una cambra, 10 en tenien dues, 34 en tenien tres, 49 en tenien quatre i 145 en tenien cinc o més. 188 habitatges disposaven pel capbaix d'una plaça de pàrquing. A 90 habitatges hi havia un automòbil i a 133 n'hi havia dos o més.

### Piràmide de població
La piràmide de població per edats i sexe el 2009 era:
| Homes | Edats   | Dones |
| ----- | ------- | ----- |
| 0     | 95 o +  | 0     |
| 0     | 90 a 94 | 4     |
| 0     | 85 a 89 | 0     |
| 4     | 80 a 84 | 4     |
| 16    | 75 a 79 | 20    |
| 12    | 70 a 74 | 12    |
| 12    | 65 a 69 | 0     |
| 12    | 60 a 64 | 16    |
| 12    | 55 a 59 | 20    |
| 24    | 50 a 54 | 20    |
| 32    | 45 a 49 | 16    |
| 20    | 40 a 44 | 28    |
| 28    | 35 a 39 | 28    |
| 36    | 30 a 34 | 36    |
| 8     | 25 a 29 | 12    |
| 24    | 20 a 24 | 12    |
| 20    | 15 a 19 | 8     |
| 28    | 10 a 14 | 24    |
| 16    | 5 a 9   | 24    |
| 32    | 0 a 4   | 12    |

## Economia
El 2007 la població en edat de treballar era de 415 persones, 328 eren actives i 87 eren inactives. De les 328 persones actives 305 estaven ocupades (171 homes i 134 dones) i 22 estaven aturades (11 homes i 11 dones). De les 87 persones inactives 22 estaven jubilades, 34 estaven estudiant i 31 estaven classificades com a «altres inactius».

### Ingressos
El 2009 a Boissy-le-Sec hi havia 241 unitats fiscals que integraven 669 persones, la mediana anual d'ingressos fiscals per persona era de 23.895,5 €.

### Activitats econòmiques
Dels 26 establiments que hi havia el 2007, 2 eren d'empreses de fabricació d'altres productes industrials, 8 d'empreses de construcció, 5 d'empreses de comerç i reparació d'automòbils, 2 d'empreses d'informació i comunicació, 2 d'empreses immobiliàries, 6 d'empreses de serveis i 1 d'una empresa classificada com a «altres activitats de serveis».
Dels 11 establiments de servei als particulars que hi havia el 2009, 3 eren paletes, 3 guixaires pintors, 2 lampisteries, 1 empresa de construcció, 1 perruqueria i 1 agència immobiliària.
L'any 2000 a Boissy-le-Sec hi havia 16 explotacions agrícoles que ocupaven un total de 1.428 hectàrees.

## Equipaments sanitaris i escolars
El 2009 hi havia una escola elemental.

## Poblacions més properes
El següent diagrama mostra les poblacions més properes.